# Kong Haakons Besøg i København
Kong Haakons Besøg i København er en dansk ugerevy fra 1948.

## Handling
Norges Kong Haakon ankommer med tog til Hovedbanegården i København, hvor han bliver modtaget af den kongelige familie og statsminister Hans Hedtoft med flere. Efter modtagelsen kører de kongelige gennem byen i karet. Norske og danske flag smykker ruten til Amalienborg, hvor tusindvis af mennesker venter dem.